# Hitra železnica
Hitra železnica je oblika javnega železniškega prevoza s hitrostmi nad 200 km/h.
Običajno hitri vlaki vozijo z največjo hitrostjo med 250 km/h in 300 km/h. Čeprav je nov svetovni hitrostni rekord za vlak s kolesi dosegel francoski TGV marca 2007 z največjo hitrostjo skoraj 575 km/h (prejšnji rekord iz leta 1990 je podrl kar za 60 km/h), je poskusna japonska maglev garnitura dosegla leta 2003 hitrost 581 km/h.

## Zgodovina
Železniški promet ima dolgo zgodovino in je vedno veljal za eno najpomembnejših vej prometa. Prva vlečna vozila so se pojavila pred 2000 leti, bila so lesena in na konjsko vprego, tiri pa so bili izklesani v kamen. V 18. stoletju so se pojavile prve železne tirnice, na začetku 19. stoletja pa prve parne lokomotive. Železniški promet je prevzel primat med transportnimi panogami in ga zadržal vse do izuma avtomobila in letala, nakar se je njegov pomen začel zmanjševati. Dizelske in električne lokomotive so po 2. svetovni vojni zamenjale paro kot pogonsko sredstvo v večini držav. V drugi polovici 20. stoletja pa sta Francija (TGV) in Japonska (Shinkansen) začeli razvijati tehnologijo hitrih vlakov. Francija zaradi prevelike obremenitve cestnega in letalskega prometa, Japonska pa zaradi olimpijskih iger v Tokiu leta 1964 in transportnih potreb zaradi gostote poseljenosti. Kasneje so se jim pridružile še Nemčija (ICE), Španija (AVE), Italija (Pendolino) in ostali. Danes to tehnologijo uporabljajo že skoraj vse razvitejše države. Poleg hitrih vlakov, ki vozijo na tirnicah pa so strokovnjaki razvijali tudi koncepte maglev hitrih vlakov (hitri vlaki na magnetnem polju).

## Zakaj hitri vlaki
Pojem hitrih vlakov označuje tehnologijo vlakov in infrastrukture, ki omogočajo transport ljudi oz. blaga z velikimi hitrostmi.  Za izpolnitev teh pogojev je treba imeti ustrezne vlake in ustrezno infrastrukturo. Tehnologija hitrih vlakov se je začela razvijati, ker obstoječ cestni in tudi letalski promet (ki sta takrat prevladala) več nista bila dovolj za potrebe velikih mest. Namen je bil povezati daljše razdalje z rednimi linijami hitrih vlakov, kar pa je v veliki meri zahtevalo gradnjo novih prog, prilagojenih hitrim vlakom. Namreč, da hitri vlaki pridejo do izraza morajo potovati po čim bolj ravni oz. ustaljeni poti. Proge morajo čim manj sprememb smeri v smislu ovinkov, za kar pa je v veliki meri potrebna gradnja številnih predorov, viaduktov itd. Presenetljivo je, da tehnologija hitrih vlakov dopušča več sprememb v višini kot ostali sistemi, saj so hitri vlaki veliko močnejši od ostalih.
Hitri vlaki predstavljajo kvalitetno in visoko standardno panogo JPP-ja. Ker vlak potuje brez znatnih sprememb gibanja (razen ustavljanje pri postajah) je potovanje zelo mirno, kar 
pomeni da lahko potniki med potovanjem počnejo tudi drugega. Hitri vlaki praviloma nimajo zamud oz. so te zelo majhne (na Japonskem vlak povprečno zaostaja 2 minuti!). Ker so hitri vlaki namenjeni predvsem povezovanju večjih mest le ti vozijo zelo pogosto. Tudi cene kart so povečini sprejemljive (visoke cene imajo na Japonskem, a so vlaki kljub temu praviloma vedno polni).

## Hitri vlaki v Sloveniji
Slovenija je v smislu tehnologije hitrih vlakov še zelo nerazvita država. Naše železnice premorejo 3 hitre vlake tipa Pendolino ETR 460, na Slovenskem znane kot ICS (Intercity Slovenia). ICS vozi na relaciji Maribor-Ljubljana od  leta 2000.  Vožnja traja približno 1h45min, kar je 25 min manj kot če bi se peljali z naslednjim najhitrejšim. Vlaki sami so zelo udobni; Imajo tri razrede: 2. razred, 2. razred plus in 1. razred. Vagoni so pri vsakem vlaku trije, prostora v njih pa je za okoli 160 potnikov.
Problem slovenskih železnic tiči v infrastrukturi, saj imamo precej zastarane proge. Vlaki ICS so sicer zmožni voziti do 250 km/h, a zaradi različnih omejitev ne presežejo 160 km/h. Rekordna hitrost, ki jo je vlak dosegel na slovenskih tirih sicer znaša 207 km/h, dosežena pa je bila na progi med Pragerskim in Mariborom, vendar vlaki na tem kosu proge lahko vozijo največ 160 km/h. Za večje hitrosti bo treba še precej modernizirati proge, predvsem pa močno zmanjšati število nivojskih prehodov s cesto in odpraviti marsikatere ostre ovinke.

## Hitri vlaki
- TGV - francoski hitri vlaki - TGV (Train à Grande Vitesse, francosko za 'hitri vlak').
- AGV
- ICE 3
- Šinkansen
- Maglev
- Seznam hitrih vlakov